# アンモニア態窒素
アンモニア態窒素（アンモニアたいちっそ）あるいはアンモニア性窒素、アンモニウム態窒素は、窒素成分のうちアンモニウム塩であるものをいう。アンモニウムイオン中の窒素の量を表しているので、一般的にNH4+-NあるいはNH3+-Nのようなかたちで表現される。
肥料成分や水処理などで用いられる用語で、環境汚染の指標としても用いられる。水系においてアンモニア態窒素が高い場合は、屎尿などによる汚染が近い時期にあったことを示している。
アンモニア態窒素、亜硝酸態窒素、硝酸態窒素は溶存無機態窒素（DIN）であり、水域の植物プランクトンや藻類等の窒素源として重要な栄養塩の１つである。
アンモニア態窒素の生成は、生物の死骸や糞尿などを由来とした有機窒素（タンパク質、アミノ酸）あるいは尿酸、尿素が分解したときにアンモニアとなることによる（これをアンモニア化成という）。アンモニア態窒素は、硝化細菌により酸化され亜硝酸態窒素に、さらに酸化されて硝酸態窒素となる。また、これらが脱窒細菌により窒素ガスや一酸化二窒素へ還元される脱窒の過程により、自然環境では一連の窒素の循環が成立している。